# Roos Rebergen
Roos Rebergen (Duiven, 17 februari 1988) is een Nederlandse tekstschrijfster, zangeres en dichter, die zingt in de groep Roosbeef.

## Biografie
Rebergen werd op 17 februari 1988 geboren in Duiven. Ze groeide daar op op een boerderij in een gezin dat naast haar ook een broer omvatte. Haar vader was straattheatermaker. Via haar ouders kwam ze al jong in aanraking met muziek van onder andere Lucinda Williams en Patsy Cline. Als kind namen haar ouders haar veel mee naar muziekfestivals en zelf organiseerden zij jaarlijks Koeioneur een klein muziekfestival op het erf van de boerderij. Hier maakte Rebergen op 12-jarige leeftijd haar podiumdebuut.
Na haar basisschooltijd ging ze naar het VMBO, waar ze begon met liedjes schrijven. In eerste instantie schreef ze Engelstalige nummers, maar nadat het niet lukte om een diepere laag in de teksten te brengen, stapte ze over naar het Nederlands. Het eerste Nederlandstalige nummer dat zij schreef was Volle magen, dat later zou verschijnen op haar debuutalbum Ze willen wel je hond aaien maar niet met je praten. In 2003 richtte ze de band Roosbeef op. In 2005 won Rebergen met en zonder haar band, diverse prijzen waaronder de Kunstbende, het Gelders Singer-songwriterfestival, de Sp!ts Breakthrough Award, de 3FM Buzz Award en de Grote Prijs van Nederland in de categorie Singer-songwriter.
In 2006 viel het besluit dat de boerderij van de familie Rebergen gesloopt moest worden. Rebergen verhuisde hierop, op 18-jarige leeftijd naar Utrecht, terwijl haar ouders verhuisden naar de Achterhoek. Over deze gebeurtenis maakte Bas Berkhout voor Omroep Gelderland de documentaire Weet niet zo goed. Rebergen verwerkte zelf haar ervaringen hierover in het lied De boerderij. In hetzelfde jaar verscheen de eerste EP van haar band en maakte ze haar landelijke televisiedebuut in het programma Vrije Geluiden. Tijdens het festival "De avond van het liefdeslied" in Paradiso schreef zij samen met Erik Jan Harmens het nummer Mijn fantasie doet het niet.
In de zomer van 2007 zong Rebergen in een muzikale voorstelling rond liedjes uit De Stratemakeropzeeshow op het rondreizende theaterfestival De Parade, met onder andere Anne Soldaat, Michiel Flamman, Maurits van Westerik en Tjeerd Bomhof. Bomhof werkte vervolgens samen met Rebergen en muzikant en producer Tom Pintens aan het debuutalbum van Roosbeef. In 2008 verscheen Ze willen wel je hond aaien maar niet met je praten bij Excelsior Recordings. In 2009 maakte ze samen met Torre Florim, zanger van de band De Staat het album De Speeldoos, waarop de teksten gebaseerd waren op gedichten van verstandelijk gehandicapten. Tevens vormde ze met Lucky Fonz III het dj-duo De Rotjes, waarmee ze onder andere op het Utrechtse festival De Beschaving stonden.
Tussen 2006 en 2010 trad de zangeres veelvuldig op, zowel met haar band in poppodia als theaters. Op haar 22e zocht ze hulp in verband met een depressie, sindsdien gebruikt ze antidepressiva, zelf zegt ze hierover "Medicijnen helpen me om me sterker te voelen. Ach, ik ben gewoon somber. Dat had ik als kind al."
Rebergen trad in maart 2011, samen met Tim Knol op bij de DWDD Recordings, waarbij ze het nummer Blue van Lucinda Williams ten gehore bracht. Tijdens het concert in oktober 2011 liet ze zich bijstaan door Tjeerd Bomhof. In september 2011 verscheen het tweede album van haar band Roosbeef, Omdat ik dat wil. Eind 2011 was ze met Jeroen Woe en Peter Heerschop te zien in het taalprogramma TatataTaal van Erik van Muiswinkel. In 2012 bracht ze de EP Warüm uit, waarop onder andere een cover stond van The story of an artist van Daniel Johnston.
In 2013 verscheen De Tweede Speeldoos, waarop ze wederom samenwerkte met Florim. Voor het project Schrijver zkt. zanger van Radio 1 bewerkte ze samen met Styrofoam een tekst van Elvis Peeters tot het nummer Lied voor een hart. Op 4 mei zong ze tijdens de dodenherdenking in Utrecht het nummer Raak me aan, dat ze schreef in opdracht van het organiserende comité. Met het nummer Duifies, duifies uit Ja zuster, nee zuster was ze te horen op het album De supersonische boem, waarop diverse artiesten nummers van Annie M.G. Schmidt en Harry Bannink ten gehore brachten. Voorafgaand aan de presentatie van het album was er in januari een optreden in de Kleine Komedie waarbij ook Roos dit nummer vertolkte. Hetzelfde jaar verhuisde ze van Utrecht naar Antwerpen om los te komen van de Nederlandse cultuur. Roos Rebergen speelde mee in de voorstelling Te Gek!? Nerveuze Vrouwen van Sint-Annendael Grauwzusters (tevens de uitgever van de cd's "Te Gek!?") en De Muziekfactorij onder regie van Sien Eggers in 2013. 
In 2014 zong ze het nummer Als de rook om je hoofd is verdwenen op Noorderslag, bij het muzikale eerbetoon aan Boudewijn de Groot. Op 4 mei in de Domkerk en op 5 mei op het bevrijdingsfestival 2014 in Park Transwijk vertolkte Roos Rebergen samen met het USKO drie nieuwe nummers die speciaal voor deze gelegenheid geschreven waren, getiteld Raak me aan, Laten we doen alsof en Sirene. Op 13 augustus speelde ze de nummers Lay Lady Lay en Simple Twist Of Fate (samen met Djurre de Haan) van Bob Dylan tijdens het concert Tim Knol & Friends: Tribute To Bob Dylan in het Concertgebouw. Op 17 november 2014 vertolkte Roos Rebergen samen met Trio Bier het nummer Vijf Jaar, een vertaling van Five Years door Bindervoet & Henkes tijdens het Bowie tribute concert "50 Jaar Bowie - "Nothing Has Changed"" in de Paradiso. 
In 2015 bracht ze in eigen beheer haar derde album Kalf uit. De titel van het album verwees hierbij naar haar naïeve uitstraling. Op 9 november 2015 zong ze in het programma Schrijver zkt. zanger op Radio 1 het lied De laatste liefde van mijn moeder naar het gelijknamige boek van Dimitri Verhulst op arrangement van Pascal Deweze. In april 2015 traden Roos Rebergen en André Manuel samen met Katinka Polderman op in De Kleine Komedie in de voorstelling Tjing Tjing! Een voorbode op de gelijknamige samenwerking tussen Rebergen en Manuel in 2016.

## Discografie

### MetRoosbeef
- Roosbeef (EP, 2006; in eigen beheer)
- Ze willen wel je hond aaien maar niet met je praten (2008; Excelsior Recordings)
- Omdat ik dat wil (2011; Excelsior Recordings)
- Warüm (EP, 2012; Excelsior Recordings)
- Kalf (2015; Buffel)
- Lucky (2020; Buffel)
- Zomer in Nederland (2023; Buffel)

### MetTorre Florim
- De Speeldoos (2009; Excelsior Recordings)
- De Tweede Speeldoos (2013; Ghost Notes)

### AlsTjing TjingmetAndré Manuel
- Bang zullen ze leven (2016; Buffel | M.A.R.S.)

### MetSunSunSun Orchestra
- Roos Rebergen & SunSunSun Orchestra (2024; M.A.R.S.)

### Overige bijdragen
- DWDD Recordings (2011; VARA)
- Schrijver zkt. zanger (2013; WM Benelux)
- De supersonische boem (2013; Excelsior Recordings)

## Filmografie
- Weet ik niet zo goed (2009; Bas Berkhout)